# Francisco Camps
Francisco Enrique Camps Ortiz (Valencia, 28 de agosto de 1962) es un doctor en Derecho y político español perteneciente al Partido Popular de la Comunidad Valenciana, que ejerció de presidente de la Generalidad Valenciana entre junio de 2003 y julio de 2011.
Se convirtió en el quinto presidente de la Generalidad Valenciana tras la etapa autonómica iniciada después de la Transición española, sucediendo en el cargo a José Luis Olivas, tras las elecciones autonómicas de 2003, cuando el Partido Popular (PP) obtuvo mayoría absoluta en las Cortes Valencianas. Imputado desde 2009 en la causa de los trajes, dentro del caso Gürtel, presentó finalmente su dimisión como presidente de la Generalidad Valenciana la tarde del 20 de julio de 2011, manteniéndose en funciones hasta la elección de un nuevo presidente. Fue absuelto el 25 de enero de 2012, con cinco votos a favor y cuatro en contra por parte del jurado popular, que consideró que "no recibieron regalo alguno en consideración a su cargo".
Licenciado en Derecho por la Universidad de Valencia y doctor por la Universidad Miguel Hernández, está casado y tiene tres hijos. Fue nombrado hijo adoptivo de Torrevieja en enero de 2010. Desde julio de 2011 es consejero nato del Consejo Jurídico Consultivo de la Comunidad Valenciana por haber sido presidente de la Generalidad Valenciana.

## Biografía
Su infancia transcurrió en Borbotó, una pedanía del municipio de Valencia. Estudió en el colegio Jesuitas de Valencia y posteriormente se licenció en Derecho. Su etapa universitaria le despertó las inquietudes políticas que le llevaron a afiliarse a Nuevas Generaciones de Alianza Popular en 1982.

### Concejal del Ayuntamiento de Valencia (1991-1996)

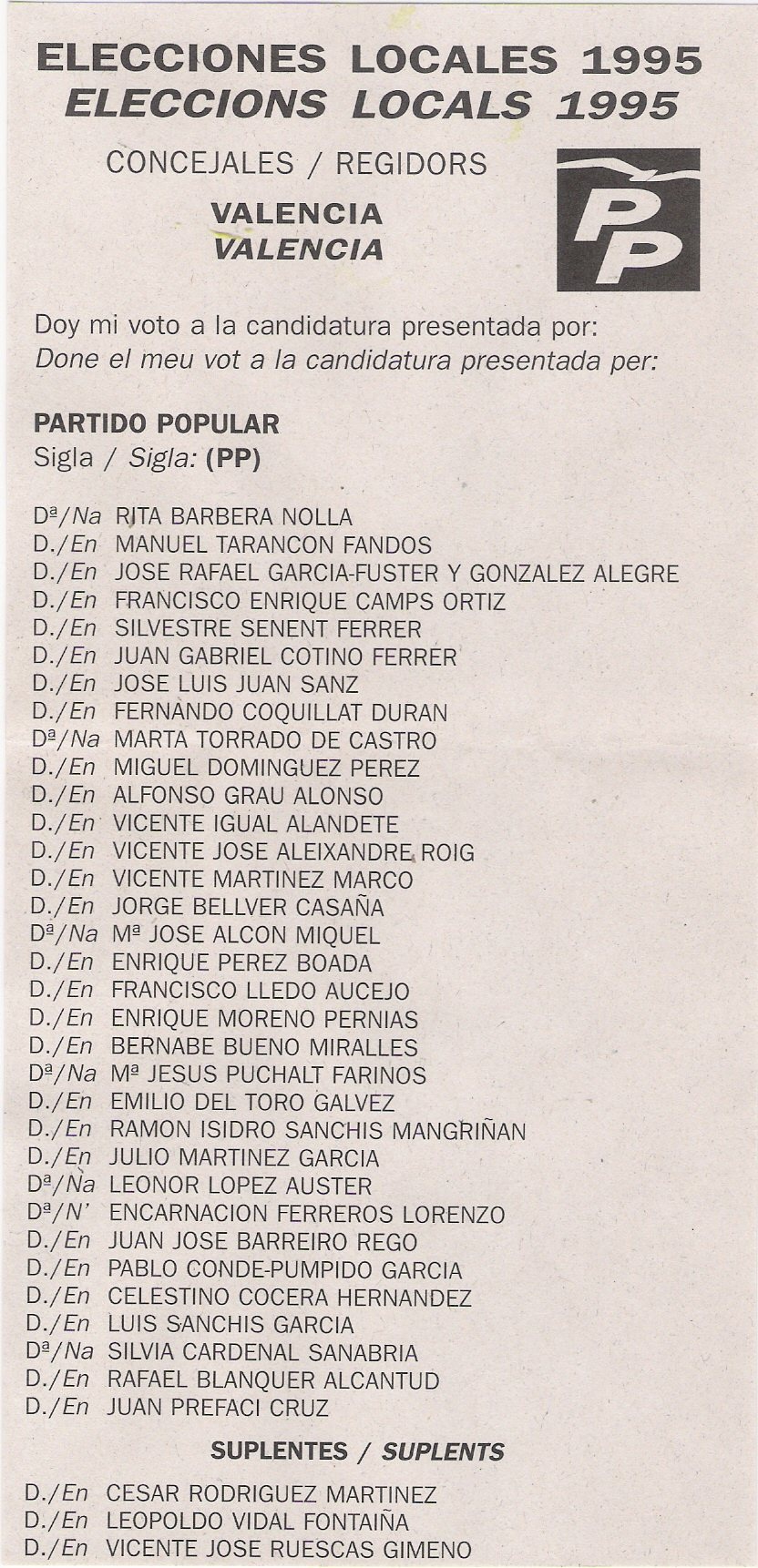
Lista del PP en la ciudad de Valencia, 1995. Ocupa el cuarto puesto.

En las elecciones locales del 26 de mayo de 1991 resultó elegido concejal del Ayuntamiento de Valencia y fue nombrado responsable de Tráfico. Durante esta etapa presidió también la EMT Valencia.
Tras ser reelegido concejal en mayo de 1995, fue primer teniente de la alcaldesa Rita Barberá, concejal Delegado de Hacienda y Patrimonio y portavoz del grupo popular. Además asumió la Presidencia de la Comisión Municipal de Hacienda.

### Diputado en el Congreso por Valencia (1996-1997)
En las elecciones generales del 3 de marzo de 1996 encabezó la candidatura por Valencia al Congreso de los Diputados y fue el coordinador de la campaña del Partido Popular de la Comunidad Valenciana. En el Congreso de los Diputados desempeñó las funciones de portavoz en la Comisión de Infraestructuras y vocal en la Comisión de Defensa.

### Consejero de Cultura, Educación y Ciencia (1997-1999)
El 22 de febrero de 1997 tomó posesión como consejero de Cultura y Educación en el Gobierno Valenciano presidido por Eduardo Zaplana.

### Secretario de Estado para las Administraciones Territoriales (1999-2000)
Tan sólo dos años después, el 22 de enero de 1999 el entonces ministro de Justicia y Administraciones Públicas, Ángel Acebes, lo nombró secretario de Estado de Administraciones Territoriales en el marco de la remodelación de gobierno llevada a cabo por el presidente José María Aznar. Dicho cargo lo ostentó hasta abril del año 2000.

### Diputado nacional y vicepresidente primero del Congreso (2000-2002)
En las elecciones generales de 2000 volvió a encabezar la candidatura al Congreso por la circunscripción electoral de Valencia y salió elegido diputado en un hemiciclo de mayoría absoluta del Partido Popular. El 5 de abril fue designado vicepresidente primero del Congreso de los Diputados, junto con la presidenta del Congreso Luisa Fernanda Rudi

### Delegado del Gobierno en la Comunidad Valenciana (2002)
El 5 de abril de 2002 fue nombrado delegado del Gobierno en la Comunidad Valenciana. Sin embargo, el 9 de julio de 2002 Eduardo Zaplana dejó la presidencia para ocupar la cartera de Trabajo en el Gobierno de España y colocó a José Luis Olivas Martínez en el cargo. Este, no obstante, designó a Camps como candidato del PP a la presidencia de la Generalidad Valenciana, lo que le obligó a abandonar el 10 de septiembre su cargo de delegado y dedicarse de pleno a la candidatura.

### Presidente de la Generalidad Valenciana (2003-2011)
Legislatura VI (2003-2007): el 25 de mayo de 2003 Francisco Camps ganó las elecciones autonómicas con mayoría absoluta. Con 1 146 780 de votos, el Partido Popular obtuvo 48 escaños en Las Cortes frente a los 35 del PSPV-PSOE y los 6 de la Entesa. Paulatinamente fue afianzando su poder y en 2004 fue elegido presidente del PPCV, lo que deterioró sus relaciones con Eduardo Zaplana hasta el punto de que el presidente nacional de su partido, Mariano Rajoy, tendría que intervenir como apaciguador en febrero de 2007.[cita requerida]
Legislatura VII (2007-2011): en las elecciones a las Cortes Valencianas de 2007 celebradas el 27 de mayo, y ya siendo presidente del PPCV, Francisco Camps revalidó su mayoría absoluta alcanzando 1 227 458 votos lo que representó un 53.27 % de los votos a candidatura. Esta victoria otorgó al Partido Popular de la Comunidad Valenciana 54 de los 99 escaños, mientras que el PSPV-PSOE obtuvo 38 escaños y Compromís pel País Valencià un total de 7. De esta manera, Francisco Camps fue revalidado Presidente de la Generalidad, cargo que compatibilizaría con la presidencia del PP en la Comunidad.
Legislatura VIII (2011-2015): el 22 de mayo de 2011, Francisco Camps volvió a ganar por mayoría absoluta las elecciones, con menos votos pero más escaños. El 20 de julio de ese año, salpicado por el caso Gürtel, decide dimitir de la presidencia reiterando su inocencia en todo momento.

## Inocencia en el Caso Gürtel
A principios de 2009, el juez de la Audiencia Nacional Baltasar Garzón imputó a Francisco Camps como supuesto implicado en la trama de corrupción del denominado caso Gürtel, de acuerdo con el informe de la Fiscalía Anticorrupción, Al ser Camps aforado como parlamentario autonómico, el juez Garzón se vio obligado a inhibirse en favor del Tribunal Superior de Justicia de la Comunidad Valenciana (TSJCV) conforme a lo dispuesto en la Ley de Enjuiciamiento Criminal española.
El 15 de mayo de 2009 Camps fue nuevamente imputado en el caso Gürtel —en esta ocasión por el TSJCV— por la comisión de un delito de cohecho por una supuesta aceptación de dádiva (la aceptación de unos trajes de marca valorados en 12 000 euros).
Tras una primera declaración, cinco días más tarde, el 20 de mayo el TSJCV decidió mantener las imputaciones contra Camps, y tres meses después el propio TSJCV archivaría la causa, acordando su sobreseimiento libre. No obstante, la edición digital del diario El País del 26 de septiembre alude al pleno conocimiento de la trama por parte de Francisco Camps, exhibiendo unos datos contenidos en unos informes policiales que el TSJCV se negó a valorar como prueba.
Francisco Camps destituyó al secretario del PPCV y persona de confianza, Ricardo Costa, a resultas de la presión ejercida por la cúpula nacional de su partido para desvincular al propio PP de la trama de corrupción.

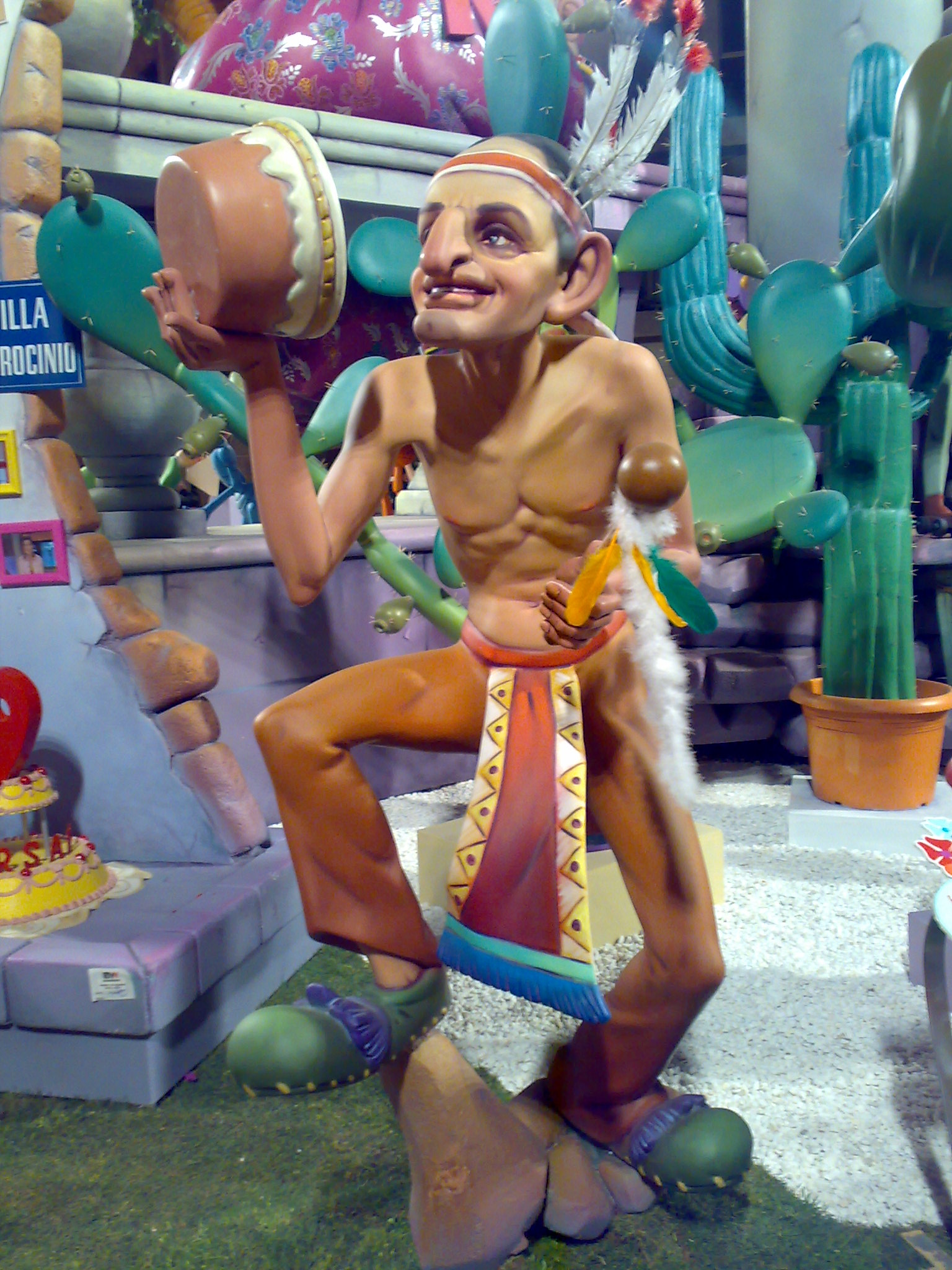
Ninot fallero de Francisco Camps

En mayo de 2010 una sentencia del Tribunal Supremo ordenó al Tribunal Superior de Justicia de la Comunidad Valenciana a reabrir la investigación del caso contra Camps por la comisión de un delito de cohecho impropio, al haber aceptado doce trajes, cuatro americanas, cinco pares de zapatos y cuatro corbatas por un valor total de 14 021,5 euros, en calidad de representante público, presuntamente de la trama Gürtel.
A pesar de todo esto, Mariano Rajoy reafirmó a Camps como candidato del PP a la Generalidad Valenciana, y las listas del PPCV para las elecciones autonómicas presentaron a nueve implicados en la trama Gürtel (Camps entre ellos) y en el caso Brugal. Meses después de su dimisión como presidente de la Generalidad en julio de 2011, se celebró el juicio contra él y contra Ricardo Costa. Finalmente, fue absuelto de los cargos el 25 de enero de 2012. El expresidente de la Generalidad Valenciana y el exsecretario del Partido Popular de Valencia, Ricardo Costa, fueron declarados no culpables. En abril de 2013 el Tribunal Supremo ratificó el veredicto del jurado popular con lo que quedó cerrado el "caso de los trajes".
Durante la celebración del juicio por la rama valenciana del caso Gürtel en la Audiencia Nacional, el 24 de enero de 2018 Ricardo Costa, antiguo colaborador de Francisco Camps, declaró: «Sí, es cierto que el PP se financiaba con dinero negro». Por su parte, Camps se expresó en sentido contrario ante los medios de comunicación: «Yo niego la financiación ilegal del Partido Popular». En paralelo a este cruce de declaraciones, avanzaban investigaciones del Ministerio Fiscal sobre "Asociaciones Populares" en Alicante y otros lugares de la Comunidad Valenciana. En este juicio de la Audiencia Nacional, Camps declaró como testigo el 7 de marzo de 2018, cuando respondió a la pregunta «¿Quién le envió a Pérez?» con estas palabras: «El presidente del partido. Eduardo Zaplana».
Finalmente, el 29 de mayo de 2024, la Justicia absolvió de todo cargo al expresidente de la Generalidad relacionado con la rama valenciana del Caso Gürtel, quedando sin cargos judiciales pendientes y demostrando su inocencia total en relación con las tramas de corrupción en el PP valenciano.

## Inocencia en el Caso Fórmula 1
Francisco Camps estuvo investigado en el "caso de la Fórmula 1 de Valencia", llegando a defenderse a sí mismo en calidad de abogado. Las investigaciones se llevan a cabo en los Juzgados de Instrucción 2 y 17 de Valencia.
El 9 de julio de 2019, fue archivada la causa contra Francisco Camps, por la Audiencia Provincial de Valencia.

## Inocencia en el caso Visita del Papa
En febrero de 2018, el Juzgado de Instrucción 5 de Valencia imputó a Camps en la investigación de los contratos relacionados con la visita del papa Benedicto XVI a Valencia en 2006 con ocasión del V Encuentro Mundial de las Familias.
El 11 de diciembre de 2020, fue archivada la causa contra Camps y los demás investigados.

## Absoluciones y archivos de causas judiciales
El 16 de noviembre de 2021, el Juzgado de Instrucción archiva la causa del caso Fórmula 1 que se seguía contra Francisco Camps. Con esta resolución, suponen que las 10 causas que se seguían contra él, han sido archivadas o bien ha resultado absuelto. Por tanto, es el político de origen valenciano con más absoluciones y archivos de causas judiciales en España, todo ello sin ser condenado judicialmente por ninguna sentencia.
Absoluciones o archivos judiciales sobre Francisco Camps.
I.- Caso de los trajes (pieza separada de la investigación de Gürtel).
II.- Caso por la financiación irregular del PP de la Comunidad Valenciana.
III.- Caso Noos.
IV.- Caso Valmor.
V.- Caso del centro de convenciones de Castellón.
VI.- Caso por los contratos del V Encuentro Mundial de las Familias (visita del Papa).
VII.- Caso por la construcción del circuito urbano de la Fórmula 1 en Valencia.
VIII.- Caso por la financiación del circuito urbano la Fórmula 1 en Valencia.
IX.- Caso por falso testimonio relacionado con la pieza del caso Gürtel por la visita del Papa a Valencia.
X.- Caso Gürtel.